# Tsjecho-Slowaakse wolfhond
De Tsjecho-Slowaakse wolfhond is een hondenras. Er werd recent wolvenbloed ingefokt.

## Geschiedenis

### Idee
De Tsjechoslowaakse wolfhond ontstond vanaf 1955 met het idee de Duitse herder te verbeteren. Het doel was hem aan het ruwe klimaat in Slowakije aan te passen. Hij moest dienst kunnen doen in de grensgebieden met veel sneeuw en kou.

### Uitvoering

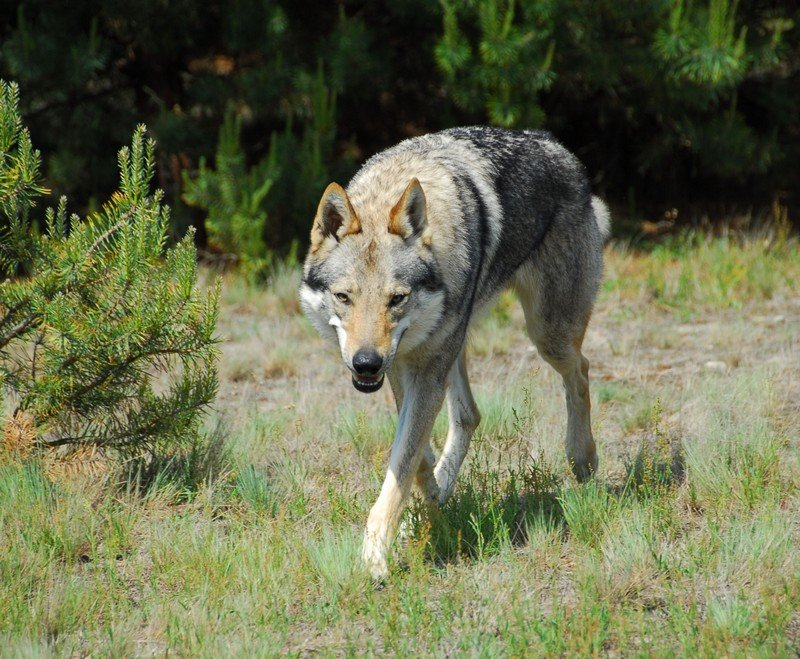
Reu van de Tsjecho-Slowaakse wolfhond

Karel Hartel, een bioloog, had de opgave gekregen deze hond te fokken, zonder de bedoeling om een nieuw ras te creëren. Hij kruiste meermalen wolven met Duitse herders, zowel reuen als teven. De wetenschappelijke vraag, welke invloed de kruisingen op de vruchtbaarheid en de anatomische eigenschappen hadden stond voorop. Reeds in de eerste generatie kon men een bepaalde opvoedbaarheid vaststellen, in tegenstelling tot wolven. Wel vielen schuwheid en agressie op, geërfd van de wolven.
Een selectie van honden uit de eerste generatie werd verder met verschillende lijnen van Duitse herders gekruist.

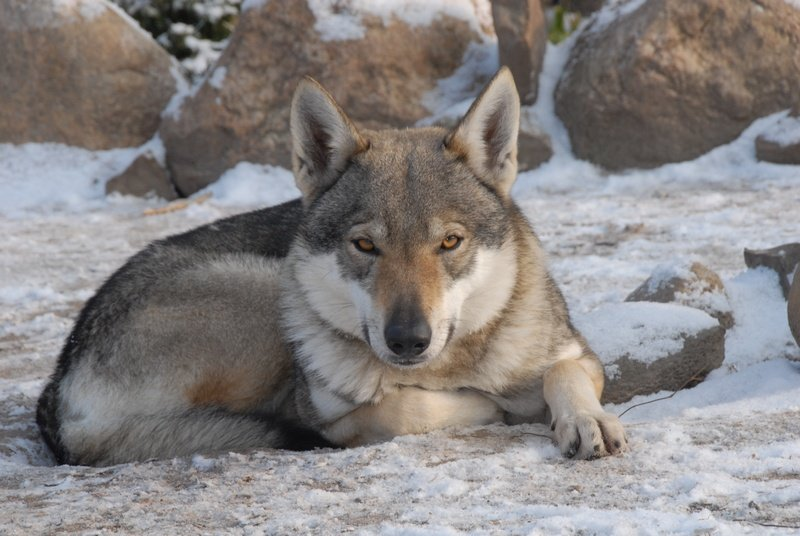
Teef van de Tsjecho-Slowaakse wolfhond

Na de vijfde generatie konden enkele van deze honden als legerhonden ingezet worden. Een voorwaarde was echter, dat deze honden reeds vroeg met de mens werden gesocialiseerd. De meeste honden waren door hun grote agressiviteit niet inzetbaar, zodat het leger zich terugtrok. De fok van de honden stopte na 1971 bijna volledig.
Pas tien jaar later in 1982 werd de club voor Tsjechoslowaakse wolfhonden gesticht en de fokkerij weer begonnen. In 1989 werd de Tsjechoslowaakse wolfhond door de FCI voorlopig erkend en in 1999 volgde volledige erkenning.

## Uiterlijk
Algemene verschijningKrachtig gebouwd, boven de gemiddelde grootte, met een rechthoekig uiterlijk. Zijn lichaamsbouw, gangwerk, vachtstructuur, kleur en masker, gelijkend op een wolf.
Levensverwachting12-18 jaar
Schofthoogte en gewichtreuen ten minste 65 cm en 25 tot 30 kg
teven ten minste 60 cm en 20 tot 25 kg
VachtDe vacht is dicht en hard. Winter- en zomervacht verschillen aanzienlijk. In de winter heeft de Tsjechoslowaakse wolfhond een overvloedige ondervacht. De zo ontstane dikke vacht met kraag bedekt ook de buik, de binnenkant van de dijen, het scrotum, de binnenkant van de oren en delen tussen de tenen.
Kleuren: geelgrijs tot zilvergrijs met een kenmerkend licht masker. Donkergrijs met masker is eveneens toegestaan. Af en toe borstelen, vooral in de rui met behulp van een zogeheten Herderharkje.
Gedrag en karakterTemperamentvol, zeer actief, levendig, groot uithoudingsvermogen, zachtmoedig met snelle reacties. Vrij van angst en moedig. Achterdochtig, maar valt niet zonder reden aan. Zeer trouw aan zijn baas. Hij kan voor vele doeleinden ingezet worden en is bestand tegen allerlei weersomstandigheden. Een Tsjechoslowaakse wolfhond heeft een autoritaire, consequente en geduldige opvoeding nodig en zal daardoor een lieve, aanhankelijke en gehoorzame hond worden.

## Karakter
Tsjechoslowaakse wolfhonden blaffen bijna nooit. Hun communicatie verloopt zoals bij de wolf. Teven worden doorgaans maar één keer per jaar loops.
Tegenwoordig heeft de Tsjechoslowaakse wolfhond nog steeds veel gedragingen die direct afkomstig zijn van de wolf. Het is belangrijk hem zo vroeg mogelijk op de mens te socialiseren en met invloeden uit zijn omgeving bekend te maken. Wordt dit niet gedaan, dan blijven de honden schuw en tegenover mensen zeer gereserveerd. De opvoeding moet consequent maar met zachte hand gebeuren. Deze hond in een kennel houden leidt tot een vervreemding. De Tsjechoslowaakse wolfhond is vanwege zijn karakter geen hond voor mensen met weinig ervaring met het houden van honden.